# Edinson Vólquez

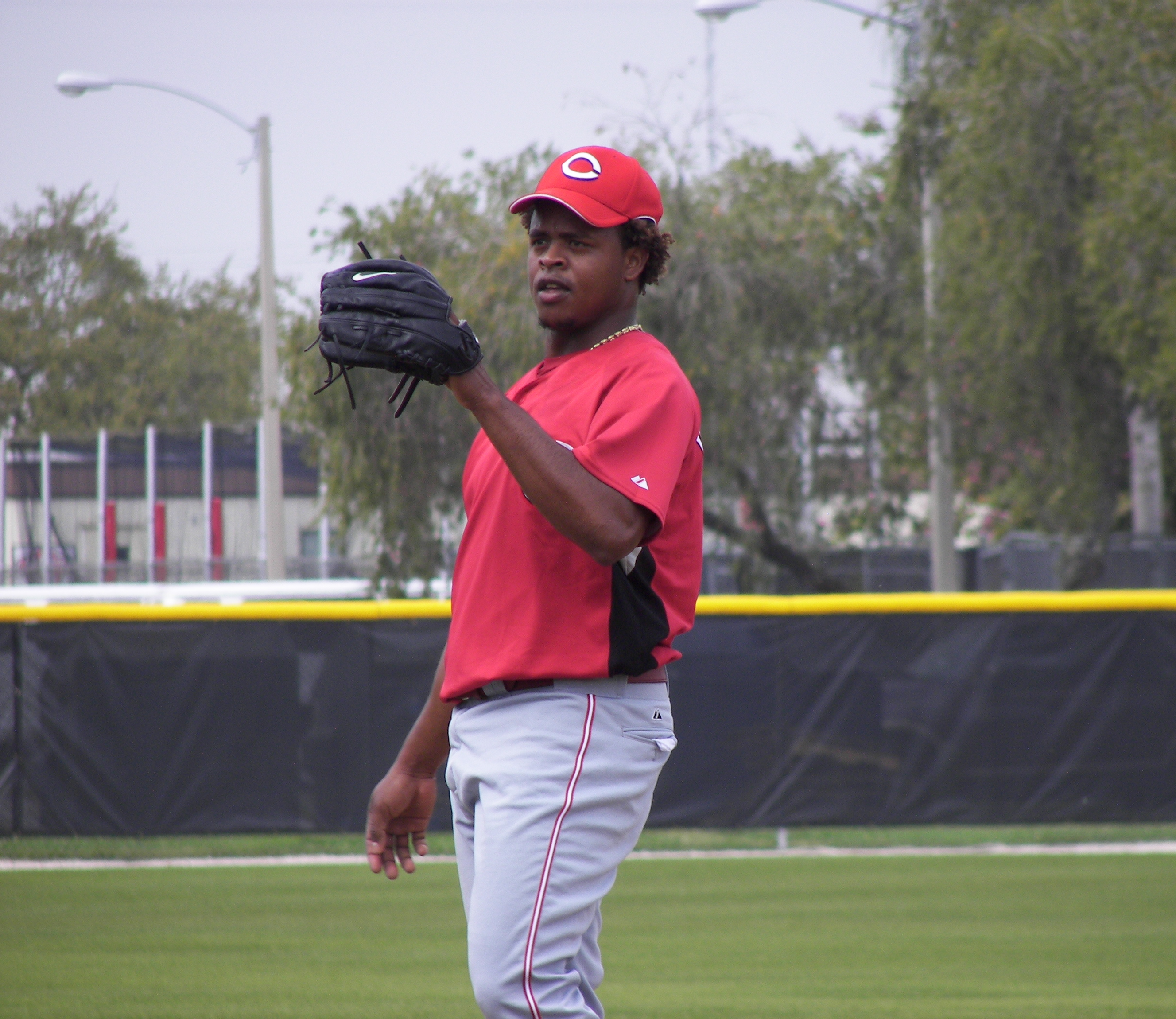
Vólquez durante el spring training de 2008

Edinson Vólquez (Barahona, 3 de julio de 1983) es un lanzador abridor dominicano de Grandes Ligas ha jugado para varios equipos, entre ellos Cincinnati Reds, Kansas City Royals, Miami Marlins, Texas Rangers.
Con 6' 0" de estatura y 200 libras, Vólquez hizo su debut en Grandes Ligas el 30 de agosto de 2005,  después de ascender rápidamente a través del sistema de ligas menores de Texas. Junto con John Danks y Diamond Thomas, Vólquez fue uno de los tres lanzadores prospectos del DVD de los Rangers. En 2007, Vólquez fue cambiado a los Rojos de Cincinnati.

## Carrera

### Texas Rangers
La primera temporada de Vólquez en las Grandes Ligas fue desastrosa. Después de pasar cuatro años en el sistema de ligas menores de los Rangers, Vólquez fue promovido al equipo de Grandes Ligas el 30 de agosto de 2005, donde perdió los tres partidos que abrió, así como uno de los tres partidos en los que apareció como relevista , y tuvo efectividad de 14.21. Pasó los primeros cinco meses de la temporada 2006 en Triple-A con Oklahoma Redhawks hasta que fue llamado a las Grandes Ligas en septiembre. Esta vez, le fue mejor, ganando una de sus ocho aperturas y registrando una efectividad de 7.29. Vólquez fue el lanzador cuando Kevin Kouzmanoff bateó un grand slam en el primer lanzamiento de su carrera de Grandes Ligas el 2 de septiembre de 2006. Los Rangers no estaban satisfechos con los resultados mostrados por uno de sus mejores prospectos de pitcheo, por lo que trataron con una táctica poco convencional. Vólquez fue degradado al equipo A afiliado a los Rangers, Bakersfield Blaze, para trabajar en su control. Mientras avanzaba, fue ascendido poco a poco a través del sistema de ligas menores hasta llegar a las Grandes Ligas en septiembre. Esta táctica había sido utilizada por Mark Connor, el entrenador de pitcheo de los Rangers. En 2007, Vólquez mostró mucha mejoría en su rendimiento en las Grandes Ligas.

### Cincinnati Reds

#### Temporada 2008
El 21 de diciembre de 2007, los Rangers de Texas canjearon a Vólquez a los Rojos de Cincinnati, junto con Daniel Ray Herrera, por Josh Hamilton. Vólquez hizo su debut con los  Rojos el 6 de abril de 2008 en un juego contra los Filis de Filadelfia en Cincinnati. En 5 entradas y un tercio de trabajo, permitió sólo cinco hits, una carrera limpia y dos bases por bolas y ponchó a ocho bateadores. Vólquez tuvo mucho apoyo ofensivo y Cincinnati ganó el partido  con marcador de 8-2.
Vólquez comenzó el 2008 con un récord de 7-1 y una efectividad de 1.33 en nueve aperturas, y no permitió más de una carrera limpia en todas menos una de estas aperturas (en las que permitió dos). Se convirtió en el único lanzador de los Rojos en lograr esto desde 1912.
El 18 de mayo de 2008, Vólquez participó en un duelo de pitcheo con el lanzador de los Indios de Cleveland Cliff Lee, quien en ese momento lideraba la Liga Americana con una efectividad de 0.67. Fue la tercera vez en la historia de Grandes Ligas que los líderes en efectividad de cada liga se enfrentaban entre sí. Vólquez ganó el duelo con un marcador de 6-4, mejorando a 7-1. La derrota de Lee, la primero de la temporada, lo dejó con un récord de 6-1.
El 23 de mayo de 2008, Vólquez ponchó a 12 bateadores en seis entradas, permitiendo sólo dos hits y una carrera limpia. Este partido llevó a su total de ponches a 74 superando al líder de ponches Tim Lincecum, que tenía 69.  El 4 de junio, Vólquez lanzó siete entradas de blanqueada, reclamando una victoria por 2-0 sobre los Filis y llevando su récord de la temporada a 8-2.
Vólquez fue seleccionado para representar a la Liga Nacional en el Juego de Estrellas 2008. Este fue su primera selección para el Juego de Estrellas. En el juego, Vólquez lanzó la séptima entrada y entregó un jonrón de dos carreras de J. D. Drew. En el Juego de Estrellas, Vólquez tuvo un récord de 12-3 con una efectividad de 2.29 y ponchó a 126. Terminó el mes de julio con una derrota sin decisión contra los Mets de Nueva York, una derrota por 7-2 ante los Rockies de Colorado, y una victoria de 9-5 sobre los Astros de Houston.
Para abrir agosto, el récord de Vólquez cayó a 13-5 por una derrota 8-1 ante los Cerveceros de Milwaukee, en el que permitió cinco carreras limpias. Sin embargo, Vólquez se recuperó con una victoria de 5-1 sobre los Piratas de Pittsburgh para su victoria número 14, luego una blanqueada de siete entradas a los Cardenales de San Luis para su victoria número 15 de la temporada.
Vólquez terminó la temporada con un récord de 17-6 y una efectividad de  3.21, octava mejor en la Liga Nacional. Vólquez lanzó cambios de velocidad 31.9% de las veces en el año 2008, más que cualquier otro abridor.
Después de la temporada, la Asociación de Escritores de Béisbol de América puso a Vólquez en la boleta para la votación a Novato del Año de la Liga Nacional, un premio para el que no era elegible. Posteriormente, recibió tres votos en el segundo lugar para el premio, que finalmente se lo otorgaron a Geovany Soto.

#### Temporada 2009
Vólquez no siguió con el mismo éxito que tuvo en el Juego de Estrellas 2008. En 2009, Vólquez registró un récord de 4-2, con efectividad de 4.35. No lanzó después del 1 de junio, cuando fue puesto en la lista de lesionados de 60 días, poniendo fin a su temporada y preparándose para una cirugía Tommy John.

#### Temporada 2010
El 20 de abril de 2010, Vólquez recibió una suspensión de 50 juegos por usar sustancias dopantes. Regresó el 17 de julio de 2010 contra los Rockies de Colorado en una victoria 8-1. Vólquez mantuvo a los Rockies a una carrera limpia y tres hits en seis entradas con nueve ponches y dos bases por bolas. Sin embargo, sus siguientes salidas fueron mediocres, y por segunda vez en su carrera, fue degradado directamente a Single-A con los Dayton Dragons. Fue llamado el 7 de septiembre y terminó la temporada con un récord de 4-3 y una efectividad de 4.31 en 62.2 innings. Abrió el Juego 1 de la Serie Divisional de la Liga Nacional de 2010 contra los Filis de Filadelfia y perdió, permitiendo cuatro carreras en 1.2 innings.

### San Diego Padres
El 17 de diciembre de 2011, Vólquez, Yonder Alonso, Yasmani Grandal, y Brad Boxberger fueron canjeado por los Rojos a los Padres de San Diego Mat Latos.

### Los Angeles Dogers
Volquez es traspasado a Los Angeles Dogers en el 2013

### Pittsburgh Pirates
Edison Volquez firma un contrato de un año por los Pirates

### Kansas City Royals
En diciembre del 2014 Volquez firma con los Kansas City Royals. Con los Reales logra ganar la Serie Mundial ante los New York Mets, siendo el abridor en los juegos 1 y 5.

## Trivia
- Vólquez lanzó en el Clásico Mundial de Béisbol 2009. Cargó con la derrota en el partido inaugural de la República Dominicana contra los Países Bajos, permitiendo tres carreras (sucias), dos hits, dos bases por bolas y ponchó a tres en tres entradas lanzadas.[10]
- Cuando fue firmado por los Rangers en 2001 a los 17 años, firmó con el nombre de Julio Reyes, pero su nombre fue revelado como Edison Vólquez después de una campaña contra la inmigración en 2003. En 2007, pidió a los Rangers que le añadieran una "n" a su nombre después de comprobar que su certificado de nacimiento decía Edinson.[11]